# Можайський міський округ
Можайський район — муніципальне утворення і адміністративна одиниця в Московській області Росії. Можайський район утворений в 1929 році.
Адміністративний центр - місто Можайськ.

## Географія
Площа району становить 2627,28 км². Район межує з Шаховским, Волоколамським, Рузьким і Наро-Фомінським районами Московської області, а також з Гагарінським і Тьомкинським районами Смоленської області, Ізносковським і Мединський районами Калузької області .

## Економіка
Можайський район має аграрно-рекреаційну спеціалізацію. Промислові підприємства зосереджені переважно в місті Можайськ.

## Історія
Під час німецько-радянської війни територією району проходила Можайська лінія оборони, окремі споруди якої вціліли донині.